# Alexandrella australis
Alexandrella australis är en kräftdjursart. Alexandrella australis ingår i släktet Alexandrella och familjen Stilipedidae. Inga underarter finns listade i Catalogue of Life.